# 中華民國駐漢堡總領事列表
本列表為中華民國駐德国第2大城漢堡漢薩自由市歷任總領事與處長名錄。

## 無邦交時期

### 代表機構
1958年10月，行政院新聞局在西德首都波恩设立遠東新聞處。1964年10月，设立遠東新聞處漢堡分處。1973年12月31日，遠東新聞處更名为遠東新聞社。1980年10月20日，由中華民國外交部接管:32—33。
1992年9月23日，遠東新聞社漢堡分社更名為駐漢堡臺北經濟文化辦事處。1997年7月1日，再更名為駐德國臺北代表處漢堡辦事處:32—33。

### 歷任處長（1981年至今）
| 姓名   | 任命          | 到任           | 免職          | 離任          | 外交銜級 對外名義 | 外交職務 本職職務 | 備註                       | 備註 |
| ------ | ------------- | -------------- | ------------- | ------------- | ----------------- | ----------------- | -------------------------- | ---- |
| 沈勝明 | 1981年6月15日 | 1981年6月15日  | 1989年2月24日 | 1989年7月2日  | 處長              | 處長              |                            |      |
| 潘明   | 1989年2月24日 | 1989年6月19日  | 1992年3月25日 | 1992年7月3日  | 處長              | 處長              |                            |      |
| 高青雲 | 1992年3月25日 | 1992年6月26日  | 1996年1月19日 | 1996年3月6日  | 處長              | 處長              |                            |      |
| 黃俊彥 | 1996年1月19日 | 1996年3月2日   | 2000年11月1日 | 2001年1月21日 | 處長              | 處長              |                            |      |
| 陳華玉 | 2000年11月1日 | 2001年1月21日  | 2007年4月26日 | 2007年7月24日 | 處長              | 處長              |                            |      |
| 張曉妮 | 2007年4月26日 | 2007年7月25日  | 2011年8月24日 | 2011年11月    | 處長              | 處長              |                            |      |
| 張維達 | 2011年8月24日 | 2011年11月30日 |               | 2014年9月     | 處長              | 處長 總領事       | [ 註 1 ]                   |      |
| 朱建松 |               | 2014年9月18日  |               | 2017年8月     | 處長              | 總領事            |                            |      |
| 沈文強 |               | 2017年8月30日  |               | 2018年9月     | 處長              | 總領事            | 涉嫌性骚扰女部屬，調回臺灣 |      |
| 羅美舜 |               | 2018年9月28日  |               | 2021年10月    | 處長              | 總領事            |                            |      |
| 陳槱順 |               | 2021年10月16日 |               | 現任          | 處長              | 總領事            |                            |      |

## 外部連結
- 駐德國臺北代表處漢堡辦事處（Facebook）